# 馬塔拉尼亞河
41°11′00.89″N 00°09′50.51″E / 41.1835806°N 0.1640306°E

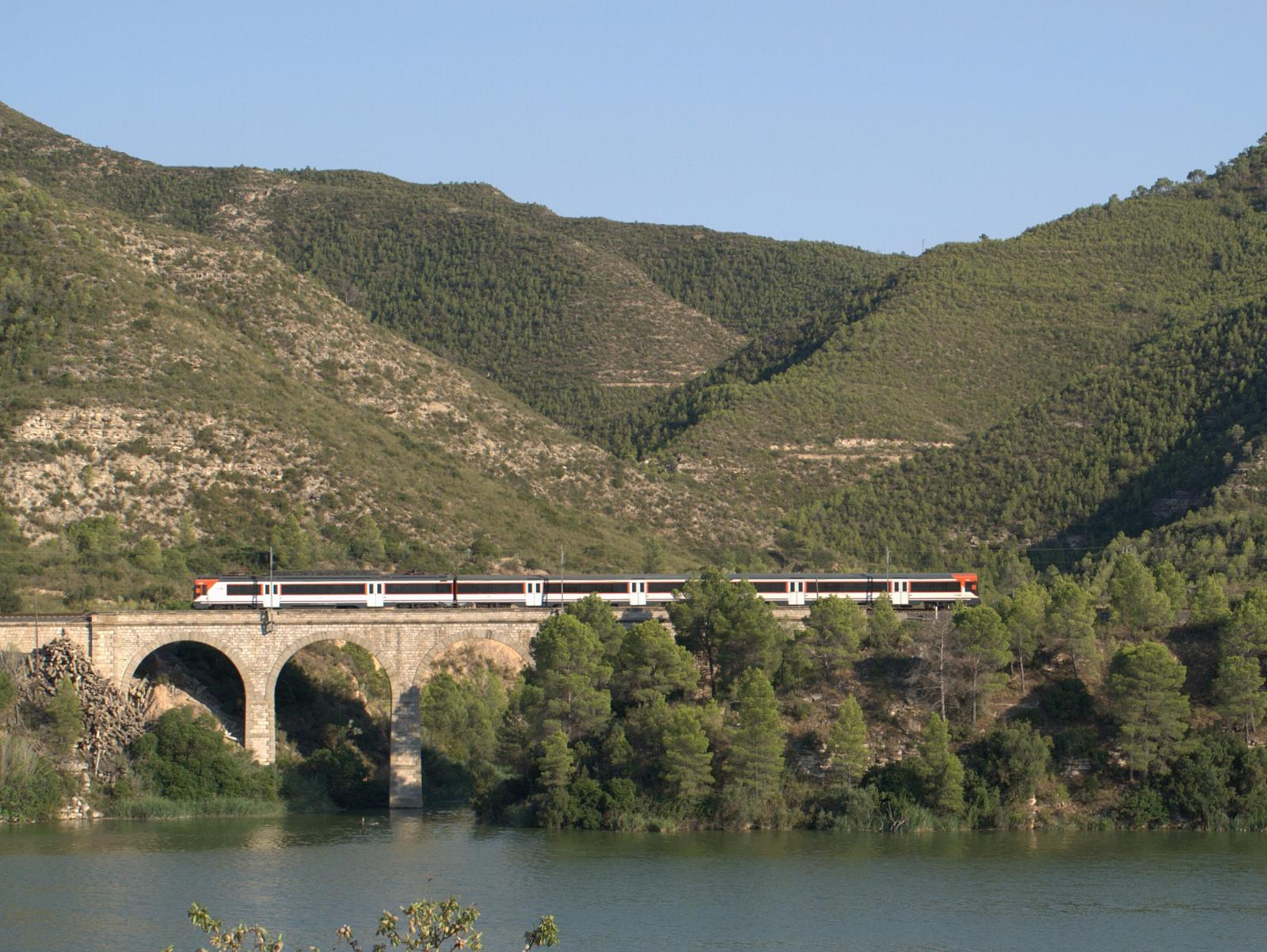
馬塔拉尼亞河法伊翁鎮段

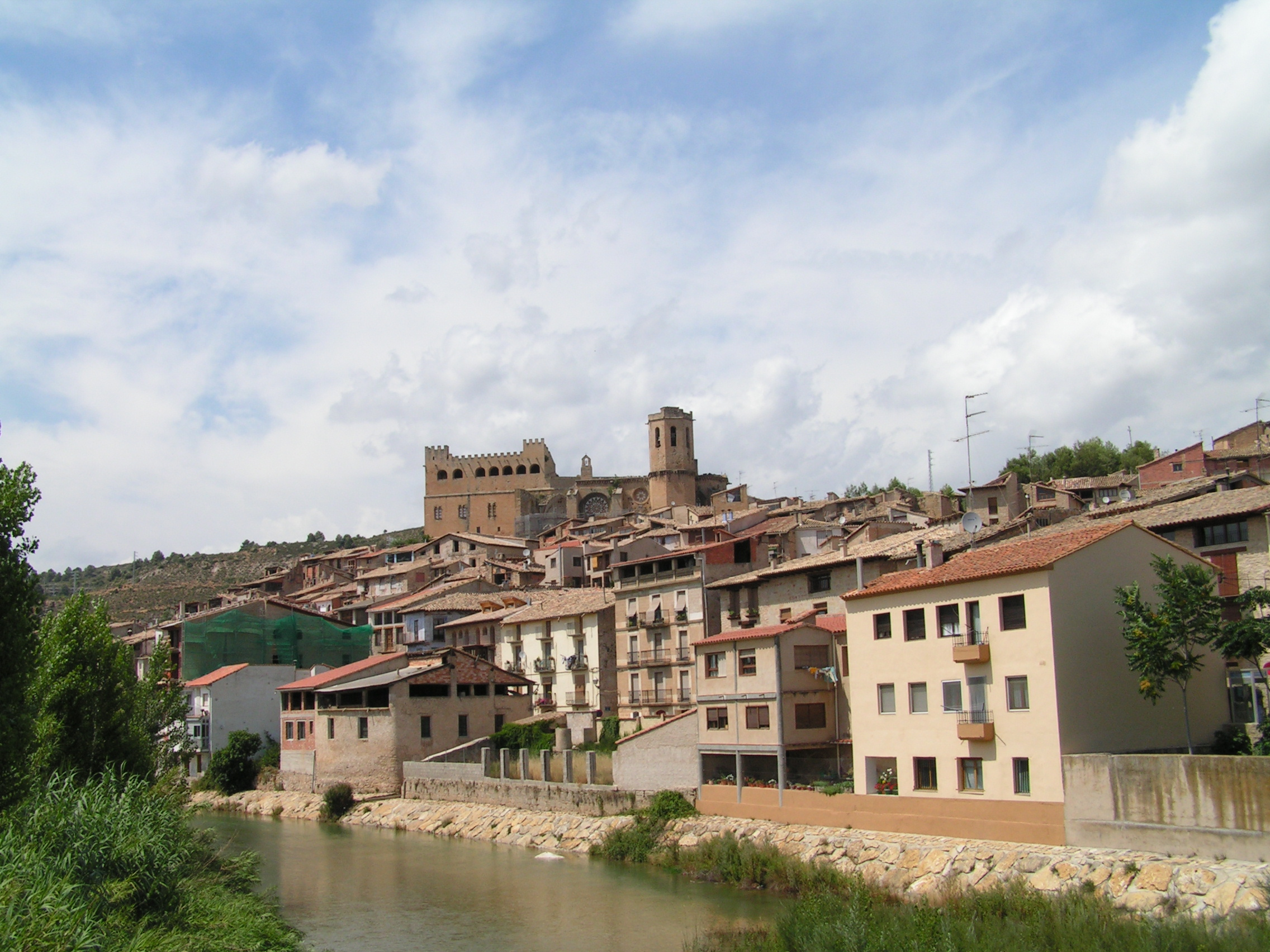
馬塔拉尼亞河巴爾德羅夫雷斯鎮段

馬塔拉尼亞河（西班牙語：Río Matarraña）是西班牙的河流，位於該國東北部阿拉貢自治區，流經特魯埃爾省和薩拉戈薩省，河道全長100公里，流域面積1,250平方公里，平均流量每秒6.51立方米。